# F-Zero X
F-Zero X (エフゼロ エックス), és un videojoc de curses futurístic per la consola Nintendo 64. Desenvolupat per la divisó EAD de Nintendo, va ser publicat al Japó, Europa i Amèrica del Nord, el 1998. El 2000, es va publicar una expansió del joc exclusivament al Japó permetent nombroses característiques extra que no apareixen en el joc original. El F-Zero X va ser posteriorment versionat al iQue Player a la Xina el 2004. El F-Zero X va ser republicat per la Virtual Console de la Wii al Japó i l'Amèrica del Nord, el 2007. En celebrar el llançament número 100 de la Virtual Console a Europa, es va fer disponible en aquest territori el 15 de juny de 2007.
F-Zero X és el tercer videojoc de la saga F-Zero i el primer amb gràfics en 3D. La jugabilitat del videojoc és acceptable i no és gaire diferent del títol F-Zero original. Això no obstant, aquest joc compte amb un mode de joc anomenat "death race" on hi ha un generador de curses aleatori anomenat "X Cup". En el "death race", l'objectiu del joc és avançar els 29 corredors al més aviat possible, mentre que la X-Cup "crea" un conjunt de curses diferents en cada temps jugat.
Els crítics citen el F-Zero X en ser un joc de ràpida jugabilitat, abundància de curses i vehicles, disseny de pistes i manté una bona qualitat gràfica. Això no obstant, el joc va ser en gran part criticat pel poc nivell de detalls.

## Aspectes Nous i antics
A diferència del primer joc, se li és adherit el concepte de 3D tant en els vehicles com en les pistes. Hi ha al voltant de més de 30 corredors per seleccionar.
Els antics personatges com Captain Falcon, Dr. Stewart, Samurai Goroh, Bec, fins a l'anunciador, tornen en aquest nou joc multiplayer.
S'és capaç d'atacar a un vehicle o planejar. Molts conceptes antics estan, com el booster o el disseny de les muralles.
També se li va ser agregat una manera multiplayer on fins a 4 jugadors podien participar.
El joc pot ser esborrat i també canviat en les seves regles, tanmateix, això no afecta la manera trofeu del Grand Prix.
També es pot fer rècords com se solia en la versió passada i se li ha concedit una opció anomenada Death Mode per atacar als corredors de carrera fins a acabar-los a tots.
Les historietes de Captain Falcon farien més endavant la història en un joc proper anomenat F-Zero GX

## Controller Pak
El joc era capaç d'usar un artefacte anomenat Controller Pack, el qual li permetia al jugador gravar els seus rècords i partides. No obstant això el joc tenia memòria pròpia per conservar algunes de les seves pròpies aspectativas.

## Aspecte
El joc a més d'estar en 3D, es va definir la possibilitat del Snes, que era mitjançant una historieta. Això va ser marcat posteriorment en aquest joc tant la pantalla d'introducció com l'aspecte dels personatges.
F-Zero va donar a llum en aquest joc els aspectes que no s'havien desenvolupat encara, realitzant el joc que realment hagués estat, en 3D, amb els seus detalls i dibuixos.

## Pistes i planetes
Encara que cada pista sigui similar a l'altra, en altres jocs posteriors se li va donar orígens més aterrats (sobre el sòl), donant forma a noves pistes. Les pistes que es troben en F-Zero X són les següents.
- Mute City: (Ciutat Muda) Coneguda com la ciutat de la boira, i com mai es veu en moviment, per tant porta aquest nom. En ella, milions d'éssers de tota la galàxia es reuneixen. Per una d'aquestes raons és un dels circuits més populars en el Grand Prix de F-Zero.
- Big Blue: (Gran Blau) És un planeta cobert pel mar, poques illes es veuen agrupades en aquest lloc del planeta.
- Devil Forest: (Bosc Maligne) O també anomenat anteriorment com Death Wind (Vent de la Mort), és un lloc on el vent corre a gran velocitat. No obstant això, en altres zones no, i és possiblement una raó per les quals el seu nom és diferent.
- Silence: (Silenci) Es coneix com un planeta inhabitado (salvo per una petita colònia) i, per tant, també el seu nom. Es diu que en aquest món l'únic soroll que pot ser escoltat és el rugit de les màquines F-Zero durant un Grand Prix
- White Land: (Blancolandia) Es destaca pels seus areas de neu i gel perpetus, és un paradís cristal·litzat i és una famosa destinació turística. En aquest planeta es poden trobar ciutats amb l'aspecte similar al de la neu.
- Xarxa Canyon: (Canó Rojo) En aquesta area és on Captain Falcon coneix a Samurai Goroh. Lloc rocós i escàs de vida, en aquest món se solen trobar desenes de bandits que fan d'aquest planeta el seu cau.
- Sector Alpha & Sector Beta: (Sector Alfa i Sector Beta): Planeta altament industrialitzat que és majorment conegut per la seva producció de creuers estel·lars. Ambdós sectors industrials d'aquest món alberguen una pista amb els seus respectius perills.
- Space Plant: (Planta Espacial) Aquesta zona industrial localitzada en un món molt remot consisteix a recórrer una secció de pista cilíndrica i un gran salt.
- Big Hand: (Gran Mà) Pista situada en els voltants naturals d'un centre d'investigacions, consisteix a recórrer la silueta d'una mà fins a la meta.
- Rainbow Ride: (Pista Arcoiris) Aquesta pista no és gens més que un homenatge a la pista del mateix nom que va aparèixer en Mario Kart 64, solament que aquí gràcies als poderosos micromotores de plasma de les naus F-Zero, el recorregut es fa en molt menor temps.
- Death Race: (carrera de la mort) Una pista en la qual l'única cosa que importa és destruir a totes les naus dels altres jugadors

## Personatges i vehicles
- Captain Falcon (Blue Falcon)
- Samurai Goroh (Fire Stingray)
- Bec (Wild Goose)
- Jody Summer (White Cat)
- Dr. Stewart (Golden Fox)
- Mighty Gazelle (Xarxa Gazelle)
- Babà (Iron Tiger)
- Octoman (Deep Claw)
- Dr. Clash (Crazy Bear)
- Mr. Ead (Great Star)
- Bio Rex (Big Fang)
- Billy (Mad Wolf)
- Silver Neelsen (Night Thunder)
- Gomar i Shioh (Twin Noritta)
- Jhon Tanaka (Wonder Wasp)
- Mrs. Arrow (Queen Meteor)
- Blood Falcon (Blood Hawk)
- Jack Levin (Astre Robin)
- James McCloud (Little Wyvern)
- Zoda (Death Anchor)
- Michael Chain (Wild Roar)
- Super Arrow (King Meteor)
- Kate alen (Super Piranha)
- Roger Buster (Mighty Hurricane)
- Leon (Space Angler)
- Draq (Mighty typhoon)
- Beast Man (Hyper Speeder)
- Antonio Guster (Green Panther)
- Black Shadow (Black Bull)
- The Skull (Sonic Phantom)

## Altres aparicions
El Mute City i Big Blue de F-Zero X apareixen novament en Super Smash Bros. Melee. Part d'aquests nivells apareixen també els corredors de la saga.
També ha reaparegut aquest joc en la Consola Virtual de Wii.
Captain Falcon apareix amb el seu disseny de F-Zero X en els jocs de Super Smash bros.